# Rossa (Wilno)
Rossa (lit. Rasų seniūnija) – lewobrzeżna dzielnica administracyjna Wilna, położona na południowy wschód od Starego Miasta; obejmuje wschodnią część Zarzecza, Równe Pole, Leoniszki, Belmont, Markucie, Rossę, Hrybiszki, Dunajkę, Lipówkę, Kuprianiszki.
Rossa leży nad Wilejką. W dzielnicy znajduje się cmentarz Na Rossie, założony w 1769.